# Jeronym Holeček
Jeronym Holeček (17. dubna 1891 Praha – 11. ledna 1941 Praha) byl český voják, novinář a spisovatel.

## Život
Jeronym Holeček se narodil v rodině významného spisovatele, představitele tzv. venkovské prózy, překladatele a novináře Josefa Holečka a Zdenky rozené Zemanové (1870–1940). Měl tři sestry: Klárinku (1890), PhDr. Dariu Podlipskou (1896–1959) a PhDr. Jelenu Dolanskou-Heidenreichovou (1899–1980). S manželkou Jolanou rozenou Falvayovou (1890–1991) měl syna Pavla.
Roku 1908 ukončil reálné gymnázium na Smíchově, poté studoval na Filozofické fakultě Karlo-Ferdinandovy univerzity, přičemž rok 1911–1912 strávil na univerzitě ve francouzském Dijonu. Na rakousko-uherském konzulátu v Paříži byl také v dubnu 1912 odveden do armády. Po ukončení studia v roce 1913 působil jako učitel na obchodní akademii v Karlíně.
V březnu 1915 byl jako jednoroční dobrovolník odveden k pěšímu pluku č. 28, u kterého prodělal základní výcvik. Po jeho skončení byl 15. května přeložen k praporu polních myslivců č. 14 jako velitel čety. S ním později odešel na východní frontu a působil v Bukovině. Dne 4. června 1916 zahájil generál Brusilov na jižním úseku východní fronty rozsáhlou ofenzívu, která měla získat zpět ztracená území a způsobit velké ztráty rakousko-uherské armádě. Zpočátku se Rusům dařilo a již 9. června 1916 se u Černovic zajatcem stal i kadet aspirant Jeronym Holeček. Byl poslán do Astrachaně a v zajetí se dozvěděl o existenci čs. odboje. Již v srpnu si podal přihlášku do čs. vojska. V té době byl ale nábor do čs. vojska zastaven, mnoho dobrovolníků tak využilo nabídky ke vstupu do tvořící se srbské dobrovolnické divize v Rusku, 16. října 1916 tak učinil i Jeronym Holeček.

### Dobrovolníkem srbské armády
Srbská dobrovolnická divize se začala tvořit v dubnu 1916 v Oděse. V té době již bylo Srbsko poraženo a zbytky jeho armády byly, po hladovém přechodu albánských hor, evakuovány na Korfu nebo do severní Afriky, kde došlo k reorganizaci. K posílení jejího stavu bylo domluveno s Rusy, že do srbské armády mohou vstoupit dobrovolníci z řad zajatců rakousko-uherské armády původem z Balkánu, tzv. Jihoslované. Brzy byla síla formované divize kolem 18 000 mužů. Chyběli však důstojníci, proto se nábor mezi Čechy a Slováky zaměřil právě na ně. Nakonec se k Srbům přidalo zhruba 600 Čechoslováků, z nichž bylo 128 důstojníků, řada z nich zaujímala důležité velitelské posty. Ti se na podzim zapojili do krvavých bojů v rumunské Dobrudži.
Jeronym Holeček však patřil k pozdější skupině čs. dobrovolníků, takže se podílel na formování 2. srbské dobrovolnické divize. U 2. roty 8. pěšího pluku se v říjnu 1916 stal v hodnosti podporučíka velitelem čety. Bohužel většina vojáků této divize už byla v zajateckých táborech spíše mobilizována, než že by se jednalo o dobrovolníky, a někteří z důstojníků na své muže používali tvrdé tresty. S tímto postupem, který jim velice připomínal praktiky rakousko-uherské armády, však řada Čechoslováků nesouhlasila. Když tak bylo na přelomu let 1916-–1917 umožněno přestoupit do čs. vojska, mnoho z nich tak učinilo a tito pak hráli výraznou roli např. v bitvě u Zborova.
Jeronym Holeček však u Srbů zůstal a chystal se na přesun Srbského dobrovolnického sboru o síle asi 40 000 mužů na tzv. soluňskou frontu. Ta vznikla v říjnu 1915 zhruba na tehdejší řecké hranici, kam dorazily spojenecké jednotky na pomoc Srbům, avšak již pozdě na to, aby zabránili jejich porážce. Frontu se nicméně podařilo stabilizovat a dobrovolnický sbor měl být výraznou posilou. V únoru 1917 ale abdikoval car Mikuláš II. a Ruskem se začaly šířit revoluční myšlenky, sílila zejména agitace bolševiků. Mnoho Jihoslovanů dezertovalo, po bolševické revoluci se tisíce dalších připojily k rudým. Ti zbylí se posléze stali součástí nové protiněmecké fronty na Urale.
Jednotky 2. divize se na cestu do Řecka vydaly ještě včas, 17. srpna 1917, ale rostoucí chaos v Rusku přesun velmi zpomaloval, takže do cíle dorazily až počátkem prosince. Soluňská fronta byla v té době již stabilní. Začínala na albánském pobřeží, procházela severním Řeckem a stáčela se k Orfanskému zálivu. Pod francouzským velením se zde nacházelo zhruba půl milionů mužů francouzské, srbské, ruské a řecké armády a jednotek zemí britského impéria. Protivníkem jim byly sice početně slabší bulharské, turecké, německé a rakousko-uherské jednotky, obtížný terén ale veškeré operace výrazně komplikoval. Dvě spojenecké ofenzívy v průběhu roku 1917 tak výraznější úspěchy a změny na bojišti nepřinesly. Do operací na této frontě zasáhl v zimě a na jaře 1918 i Jeronym Holeček, byl povýšen na poručíka a vyznamenán stříbrnou Medailí za chrabrost Miloše Obiliče a zlatou srbskou Medailí za vojenské zásluhy.

### Československým legionářem
To už ale na čs. příslušníky srbské armády čekala velká změna. Od podzimu 1917 se totiž ve Francii začalo formovat čs. vojsko, které mělo nedostatek mužů. U Srbů tak byli čs. vojáci vyreklamováni a hlavně během jara 1918 odesláni do jihofrancouzského Cognacu, kde se formovaly čs. jednotky. Konečné porážky Centrálních mocností na Balkáně a osvobození Srbska se tak účastnili jen zbylí jednotlivci.
Jeronym Holeček byl do čs. vojska oficiálně zařazen 3. května 1918 a koncem měsíce byl odeslán do Jarnacu, kde se právě začal formovat nový 22. čs. střelecký pluk. Byla mu přiznána hodnost poručíka, ale již 1. června byl odeslán do důstojnického kurzu v St. Maixent. Čs. důstojníci, ač se ve většině případů jednalo o zkušené frontové vojáky, se zde měli naučit specifika zákopové války. Jeronym Holeček kurz úspěšně dokončil 31. července a byl odeslán zpět k pluku, kde se stal velitelem čety. Československá střelecká brigáda se v té době nacházela v Alsasku. 21. čs. střelecký pluk byl od července nasazen na frontě k získání bojových zkušeností. V polovině září měl být v zákopech vystřídán 22. čs. střeleckým plukem, k čemuž už nedošlo, protože velení plánovalo velkou ofenzívu v Champagni, do které měly čs. jednotky zasáhnout. Byl tak urychleně zahájen přesun celé brigády.
U toho ale už Jeronym Holeček nebyl. Na jaře 1918 se začalo také konečně formovat čs. vojsko v Itálii. To ale na rozdíl od Francie trpělo nedostatkem důstojníků. Došlo proto k výměně, kdy do Francie bylo odesláno 850 vojínů výměnou za důstojníky. Holeček byl do čs. vojska v Itálii zařazen 20. září 1918 a 8. října přidělen k II. praporu 35. čs. střeleckého pluku. Ten se právě formoval ve Foglinu. Velení počítalo, že se čs. jednotky zapojí do závěrečné spojenecké ofenzívy, ale válka v Itálii skončila dříve (4. listopadu 1918), než se tak mohlo stát.
Následně prošly čs. jednotky v Itálii reorganizací na Československý armádní sbor a chystaly se k návratu domů. Jeronym Holeček byl 30. listopadu jmenován nadporučíkem a domů se vrátil 54. transportem ve vlaku č. 61 v neděli 29. prosince 1918. 35. čs. střelecký pluk byl odeslán do Žiliny, kde se podílel na obsazování Slovenska. Zde byl 11. ledna 1919 ustanoven velitelem 3. roty. II. a III. prapor pluku se poté účastnily bojů na Těšínsku, I. prapor zůstal nejprve jako záloha, ale nakonec byl povolán a přes Čadcu a Jablunkov byl odeslán obsadit obec Ustroň. Beze ztrát tak 28. ledna učinil a následujícího dne se zapojil do bojů u Skočova. 30. ledna bylo vyhlášeno příměří. Prapor byl pak ihned odeslán do Lučence, který chtěli obsadit Maďaři. V únoru byl Jeronym Holeček povýšen na kapitána.
Slovensko však nebylo v té době vůbec klidné. Maďaři se nehodlali smířit se ztrátou Horních Uher a docházelo k různým střetům s ozbrojeným obyvatelstvem i maďarskou armádou. V březnu 1919 se navíc chopili moci v Maďarsku bolševici a občasné přestřelky se rozrostly na regulérní válku, která probíhala mezi dubnem až červnem 1919. Čs. legionáři z Itálie a Francie byli v první linii těchto krvavých bojů, které byly zejména z počátku pro čs. vojsko neúspěšné, ale postupně byla získána převaha. Dne 18. května 1919 se Jeronym Holeček stal velitelem I. praporu 35. čs. střeleckého pluku. Během bojů si vedl velmi dobře, za což byl vyznamenán Čs. válečným křížem s bronzovou a dvěma stříbrnými hvězdami. V citaci z 7. června se dočteme: "Svou osobní statečností strhoval svůj prapor proti útokům během operací od 19. 5.–10. 6. Byl velmi činným v Szendrö. Dne 4. 6. obdržel rozkaz k protiútoku, provedl jej skvěle, zahnal nepřítele 6 km zpátky a způsobil mu ztráty." Boje skončili příměřím 24. června a stažením Maďarů na určenou demarkační linii počátkem července. Konečnou podobu československo-maďarské hranice pak určila až Trianonská smlouva z června 1920.

### Život po válce

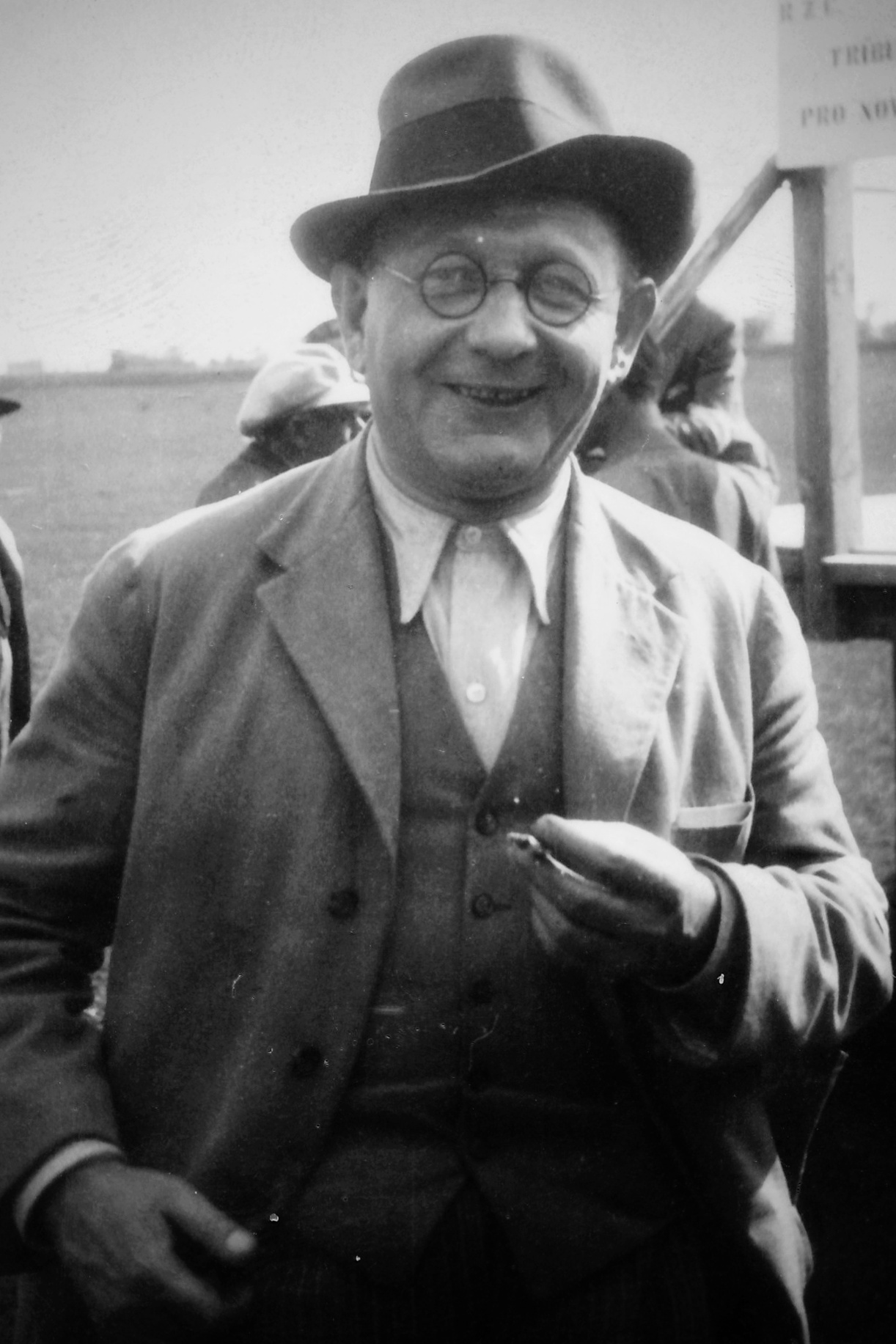
Jeronym Holeček jako dopisovatel z vojenského cvičení československé armády, 30. léta 20. století.

Jeronym Holeček se poté rozhodl pro dráhu důstojníka z povolání. Na konci léta krátce velel III. praporu 1. čs. dobrovolnického pěšího pluku a 8. října 1919 se stal velitelem náhradního praporu pěšího pluku 72 v Bratislavě. Od dubna do srpna 1920 se účastnil II. kursu generálního štábu v Praze, po kterém byl přeložen k velitelství 11. pěší divize v Košicích. V letech 1922–1923 absolvoval pražskou Válečnou školu – ročník maršála Foche v Praze. Jeho spolužáky zde byli např. Vojtěch Luža, Sergěj Ingr, Karel Janoušek, Václav Šára či Emanuel Moravec. Poté od 1. října 1923 působil jako přednosta IV. oddělení 11. pěší divize a zároveň byl jmenován štábním kapitánem generálního štábu. Na konci roku byl ještě povýšen na majora generálního štábu. V květnu 1924 byl přeložen k Zemskému vojenskému velitelství v Užhorodě jako přednosta II. oddělení. V posudku za rok 1924 se dočteme: "Obdržel od velitele 11. p. divise tento záznam: 'Velmi inteligentní a nadaný důstojník gen. štábu, povahy poněkud ležérní a z toho důvodu někdy ve službě trochu povrchní. Mohl by více dbáti svého zevnějšku.' Ze ZVV v Užhorodě, kde se nalézá od 1. 5. t. r., nebyly u něho tyto nedostatky pozorovány. Na druhé straně jest však těžko říci, jak se osvědčí jako přednosta 2. oddělení, poněvadž činnost tohoto oddělení byla po aféře se škpt Klíčníkem (prodej tajných dokumentů do zahraničí) zcela podlomena a nyní se musí začínati úplně ze začátku." Ovšem již 30. května 1925 odešel do zálohy. V jeho posledním posudku se dočteme: "Velmi nadaný a vzdělaný důstojník, přímé, veselé povahy, energický; jako přednosta 2. kanceláře se osvědčil dobře." Kmenově byl převeden k pěšímu pluku 39 a v prosinci 1931 přeřazen do druhé zálohy (muži ve věku 41–50 let).
Jeronym Holeček se roku 1922 oženil s Jolanou Falvayovou, pracovnicí pošty v obci Krásnohorské Podhradie, a roku 1925 se jim narodil syn Pavel. Po odchodu z armády se rozhodl pro dráhu novináře. Ostatně psaní měl v rodině. Věnoval se kulturním rubrikám a zprávám z armády. Nejprve v Bratislavě jako redaktor Slovenského hlasu, přílohy Národního osvobození, později již jako odpovědný redaktor tohoto periodika v Praze. Jeho novinářská činnost mu dokonce vynesla potrestání písemnou výstrahou z května 1929: "Psal do časopisu Slovenské hlasy urážlivým způsobem o slovenských důstojnících." Přispíval ale také do řady dalších periodik, často zde vzpomínal na své legionářské spolubojovníky. Z výkonu své funkce se také účastnil řady armádních cvičení, o kterých pak v tisku referoval. V roce 1933 vyšel první díl jeho románu Návrat, druhý díl, Jarní přeháňky roku 1919, vycházel v roce 1935 jako románová příloha periodika Národní osvobození (třetí díl již nevyšel). V roce 1937 vydal knihu Antika – Brannost – Legie, kde srovnává brannou výchovu starověku a brannou výchovu a tradici v republice, zejména s ohledem na legionářskou minulost.
V době mobilizace v roce 1938 se vrátil krátce do armády, poté ještě chvíli pracoval jako redaktor, ale v lednu 1939 bylo vydávání Národního osvobození zastaveno. To už ale Jeronyma Holečka trápila zákeřná nemoc. Začal proto pracovat na knize o svém otci, která vyšla v roce 1940 pod názvem O Josefu Holečkovi. Vydal jí však pod pseudonymem Václav Polanský. A ačkoliv se stýkal s kolegy působícími v odboji, zdravotní stav mu nedovolil větší zapojení. Zemřel v sobotu 11. ledna 1941 v Praze. V roce 1947 vyšla podruhé jeho kniha o brannosti, tentokrát pod názvem O nový typ československého vojáka: úvahy o brannosti. V roce 2019 byly díky aktivitám jeho syna Pavla konečně vydány všechny tři díly jeho autobiografického románu Návrat.
Pozůstalost Jeronyma Holečka (včetně rukopisů, dokumentů a fotografií) se nachází v pražském Muzeu československých legií spravovaném Československou obcí legionářskou.

## Dílo

### Próza
- Z neznámé pozůstalosti Havlíčkovy – in: Časopis pro moderní filologii, ročník II, 1921, s. 445–449
- Jarní přeháňky roku 1919: domácí kus legionářské epopeje – Praha: s. n., po 1919
- Návrat: kus legionářské epopeje – Brno: Moravský legionář, 1933

- Antika – brannost – legie: několik studií a poznámek – Praha: Svaz národního osvobození, 1937
- O Josefu Holečkovi – Praha: Pokrok, 1940
- O nový typ československého vojáka: úvahy o brannosti – úvodní slovo napsal Radim Neumann Foustka[3]. Praha: Dělnické nakladatelství, 1947
- Návrat [I. díl. Návrat: kus legionářské epopeje – II. díl. Bitka u Miškovce roku 1919: domácí kus legionářské epopeje – III. díl. Zárubův oddíl: obraz z bojů o Slovensko roku 1919] – Praha: Československá obec legionářská, 2019

### Překlady
- Slabé srdce – Fedor Michajlovič Dostojevskij; in: 1000 nejkrásnějších novel... č. 67. Praha: J. R. Vilímek, 1914
- Jeřáb a volavka – Afanasjev; in Tři bajky: zpěv s klavírem. Praha: Hudební matice Umělecké besedy, 1921